# 匈牙利农业与生命科学大学

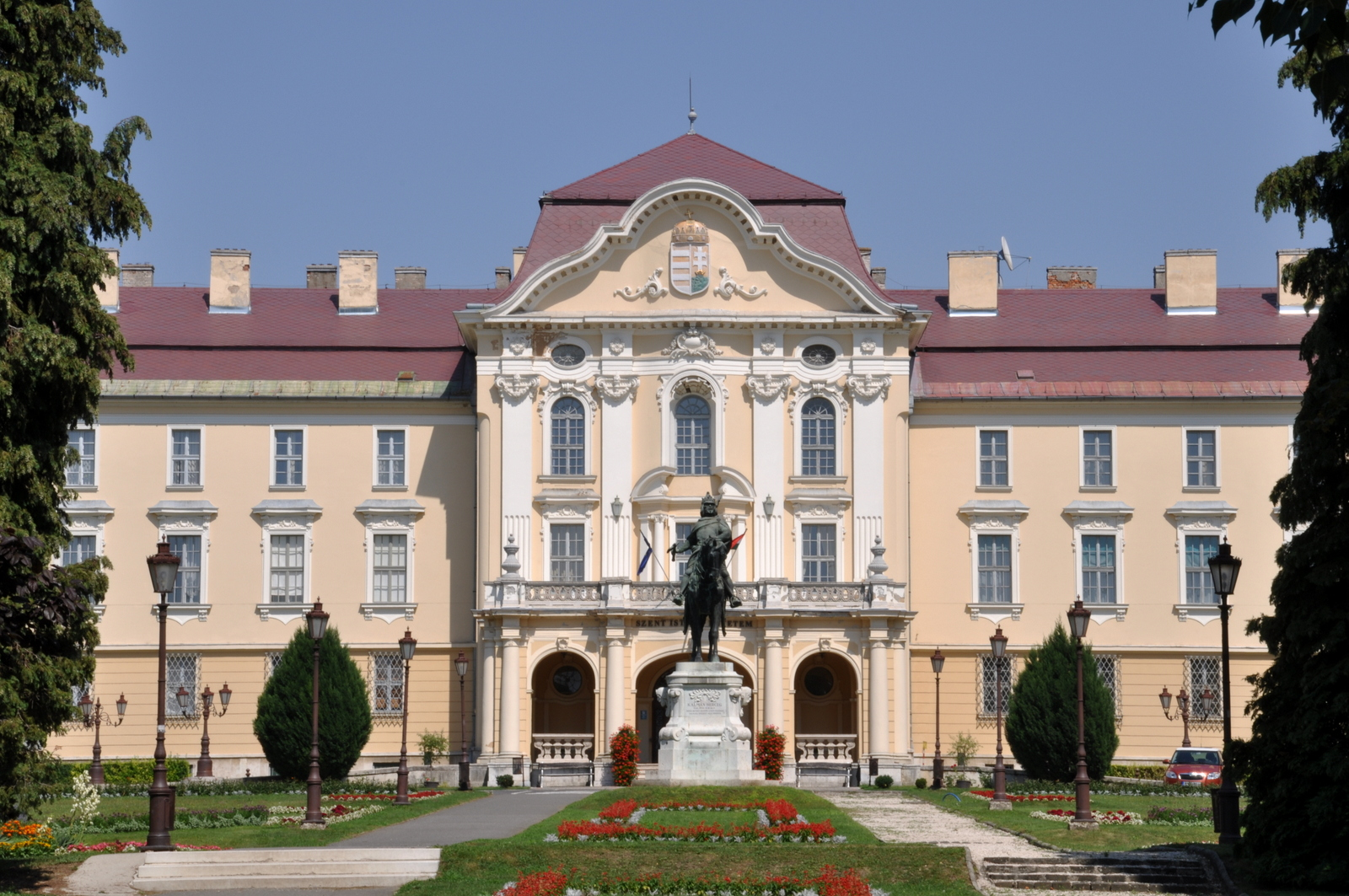
位于格德勒的主建筑

匈牙利农业与生命科学大学（匈牙利語：Magyar Agrár- és Élettudományi Egyetem），是匈牙利的一所公立大学，主校区位于距离首都布达佩斯的格德勒镇，分校区包括布达佩斯、貝凱什喬包、久洛、亞斯貝雷尼、索爾沃什。該大学目前有七个学院，和约15000名学生。
该大学成立于2000年，由數个独立机构合并而成，其中最古老的是成立于1787年的前布达佩斯兽医大学，但2016年起布达佩斯兽医大学恢复独立，不再隶属于该大学。